# Anna Bardavelidze

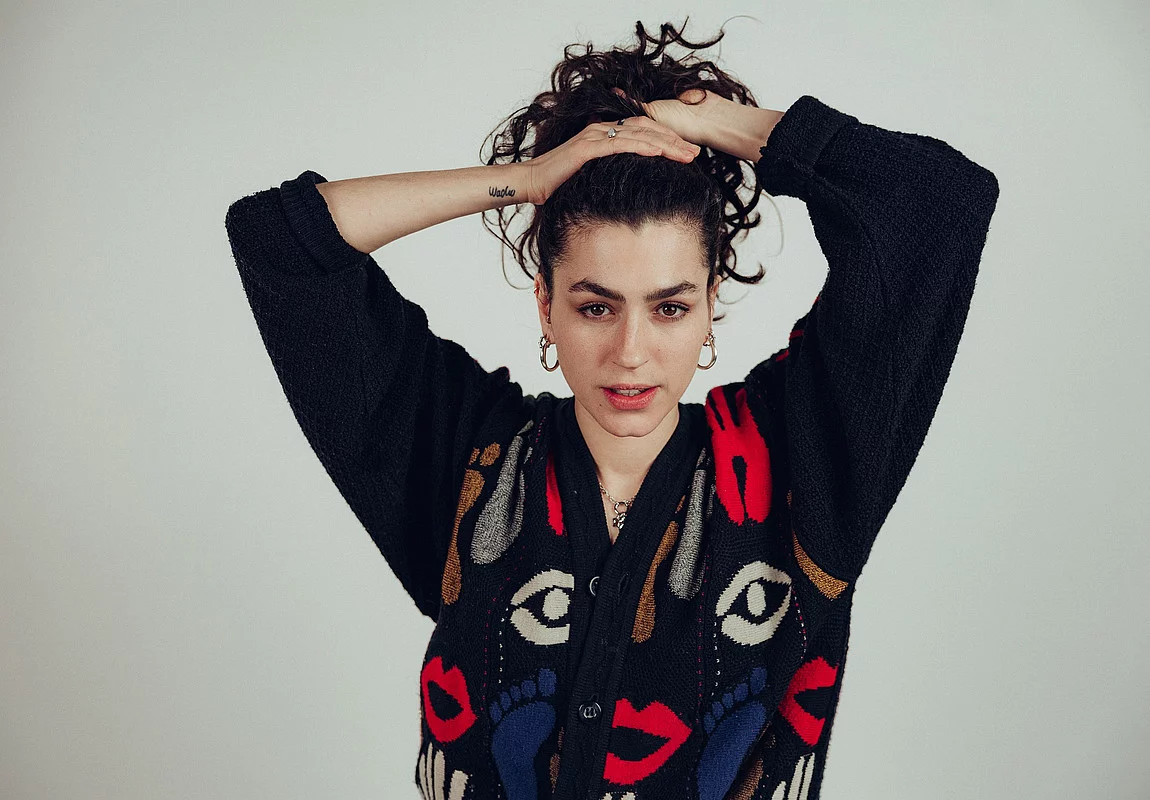
Anna Bardavelidze (2025). Foto: Joel Heyd

Anna Bardavelidze (geb. 10. Februar 1998 in München) ist eine deutsche Film- und Theaterschauspielerin.

## Leben
Anna Bardavelidze ist in München aufgewachsen und besuchte dort die Waldorfschule, unterbrochen von einem halbjährigen Schulbesuch in Tiflis (Georgien). Nach dem Abitur 2017 begann sie ihre Ausbildung an der Hochschule für Musik und Darstellende Kunst Frankfurt am Main, wo sie schon während des Studiums am Schauspiel Frankfurt Bühnenerfahrung sammelte und mit Christina Tscharyiski, Jessica Glause und Anne Bader zusammenarbeitete. Anschließend war sie Gastschauspielerin am Schauspiel Essen. In den Spielzeiten 2022/2023 und 2023/2024 war sie festes Ensemblemitglied am Residenztheater München (Bayerisches Staatsschauspiel). Seitdem ist sie dort als Gastschauspielerin engagiert.
Seit 2019 wirkte Bardavelidze in mehreren Kurz-, Fernseh- und Kinofilmen mit. In der ZDF-Serie "Crystal Wall" (2024/25) spielt sie die Hauptrolle als weiblicher Bodyguard und MMA-Kämpferin. Nach dem großen Publikumserfolg der ersten Staffel soll im Jahr 2026 eine zweite Staffel der Serie folgen.
Von 2019 bis 2020 war  Bardavelidze Stipendiatin der Liesl-Christ-Stiftung für Zweisprachigkeit (deutsch/georgisch) und wurde von 2020 bis 2022 von der Studienstiftung des deutschen Volkes gefördert.

## Filmografie (Auswahl)
- 2021: Klabautermann (als Engel 1). Kurzspielfilm. Regie: Anke Sevenich
- 2023: Tatort: Kontrollverlust (als Maya). TV-Reihe, ARD – Folge 1254. Regie: Elke Hauck
- 2023: Die Mittagsfrau / Blind at Heart (als Dadaistin). Kino-Spielfilm. Regie: Barbara Albert
- 2023: Tatort: Erbarmen. Zu spät (als Kaya). TV-Reihe, ARD – Folge 1243. Regie: Bastian Günther
- 2025: Crystal Wall (als Louna Lloris / Hauptrolle). TV-Serie, ZDF. Regie: Tarek Roehlinger (Folge 1–12) / Greta Benkelmann (Folge 13–24)
- 2025: Asbest – Jeder hat eine Wahl (als Julia). TV-Serie, ARD – Staffel 1,4. Regie: Kida Khodr Ramadan

## Theater (Auswahl)

### Frankfurt LAB / Thalia Theater / Landestheater Marburg / Theater Heidelberg
- 2019: Über die Auswirkung der Zentrifugalkraft auf die Augenstellung beim Fisch- oder hast du was gesagt? Nein, du? (als Coachin). Von Leo Schenkel und Ensemble. Inszenierung: Leo Schenkel[8][9][10]

### Schauspiel Frankfurt
- 2020: IchundIch (als von Schirach). Von Else Lasker-Schüler: Inszenierung: Christina Tscharyiski[11][12][13][14]
- 2021: Eine posthumane Geschichte (als Priscilla, um die 50 / Nicholas / Sammi, der Pflegeroboter / Ansammlung gequälter Seelen / Sze Yin, um die 80 / Bürgerin). Von  Pat To Yan. Inszenierung: Jessica Glause[15][16][17]
- 2021: Ode (als Fratzer). Von Thomas Melle. Inszenierung: Anne Bader[18][19]

### Grillo-Theater Essen
- 2021: AufRuhr (als Adile). Von:Christine Lang, Volker Lösch, Ulf Schmidt. Inszenierung:Volker Lösch[20][21][22]

### Residenztheater München
- 2021: Agnes Bernauer (als Agnes Bernauer). Von Franz Xaver Kroetz. Inszenierung: Nora Schlocker[23][24]
- 2022: Der Entrepreneur (als Die Tochter / Syndikalistin / Ehemaliger Mitarbeiter 1 / Die Anwältin). Von Kevin Rittberger. Inszenierung: Nora Schlocker[25]
- 2022: Agamemnon (als Kassandra / Chor). Nach Aischylos. Inszenierung: Ulrich Rasche (in Kooperation mit dem Athen- und Epidaurus-Festival AEF)[26]
- 2023: Bavaria (als Charlotte). Von:Guillermo Calderón. Inszenierung: Guillermo Calderón[27]
- 2023: Jetzt oder Nie – Ein Liederabend von Florian Paul und Max Rothbart[28]
- 2024: Pygmalion (als Liza). Nach George Bernard Shaw. Inszenierung: Amir Reza Koohestani und Mahin Sadri[29][30][31][32][33]

## Ehrungen und Auszeichnungen
- 2019: Migros-Kulturprozent-Preis für die beste Partnerrolle[34]
- 2023: Nominierung für den Förderpreis beim Kurt-Meisel-Preis der Freunde des Residenztheaters e. V.
- 2024: Nominierung für den Förderpreis beim Kurt-Meisel-Preis der Freunde des Residenztheaters e. V.